# Вахрам Зарјан
Вахрам Зарјан је француски плесни извођач, пантомимичар и кореограф јерменског порекла.

## Биографија
Зарјан је студирао позориште, покрете тела и плес на Националном конзерваторијуму драмских уметности у Јерменији. Тамо се специјализовао за пантомиму где је затим започео своју каријеру у Националном позоришту. Нешто касније прелази у Париску оперу где студира класичан плес. Зајран допуњује своје образовање одласком у школу Марсел Марсоа где постаје један од његових последњих студената. 
Зарјан је један од оснивача пантомимичарске групе "Le Théâtre Suspendu" која је изводила дела попут Sépia Quartet, и Le Linge Entre Autres, у Француској и свету. По дебију ове трупе, Зарјан је тумачио улогу "белог пантомимичара". 
У Паризу се нашао и у улози "Веспонеа", опере Ђованија Батисте Перголезија, под називом Служавка господарица коју је критика врло добро прихватила.

## Трупа Вахрам Зарјан
Нешто касније Зарјан оснива сопствену групу под својим именом као "Трупа Вархам Зарјан", која се фокусира на нове мимике као део савременог плесног театра. Зарјан је створио сопствено дело под називом Confessions (Исповести). Дело је приказано прво у Француској а затим и широм Европе. Године 2010. изведено је на затварању Међународног фестивала пантомиме у Цахкадзору.
Нешто касније Зарјаново друго дело, Mater Replik успешно је изведено у Паризу да би одмах заживело турнејом по Европи а затим и представама у САД и Русији.  Године 2012. ЗАрјанова трупа интерпретира роман Ноел Шетелет La Tête en bas (Глава доле) (2002) као модерну пантомимичарску представу.
Од периода 2012-2013, ова трупа се повезује са позориштом Монфорт где учествује у пројектима које финансира "DAC" и "DASCO", са седиштем у Паризу.

## Уметност перформанса
Зарјан наступа у бројним музејима и галеријама. Сарађивао је са Нином Чилдрес у њеном раду Rideau Vert у Галерији Бернард Јордан у Паризу.

## Наступи: модерна мимика и плесни театар
- Le Linge (2006)
- Sepia Quartet (2007)
- Chaplin (2008)
- Couleurs de la Grenade (2009) Сергеј Парјанов
- La Serva Padrona (2011) Ђовани Батиста Перголези
- Confession (2011)
- ILYA (2012)
- Mater Replik (2012—2013)[11]
- Vespone (2012) Ђовани Батиста Перголези
- La Serva Padrona (2012)
- La Tête en bas (2014) (адаптирано за модерну пантомиму)
- Disquiet (2016) из књиге Фернанда Персоа
- Théâtre (2016) - Маркус Борја [12]
- Oblique (2017)[13]